# 面河渓
座標: 北緯33度44分10.46秒 東経133度6分53.86秒 / 北緯33.7362389度 東経133.1149611度

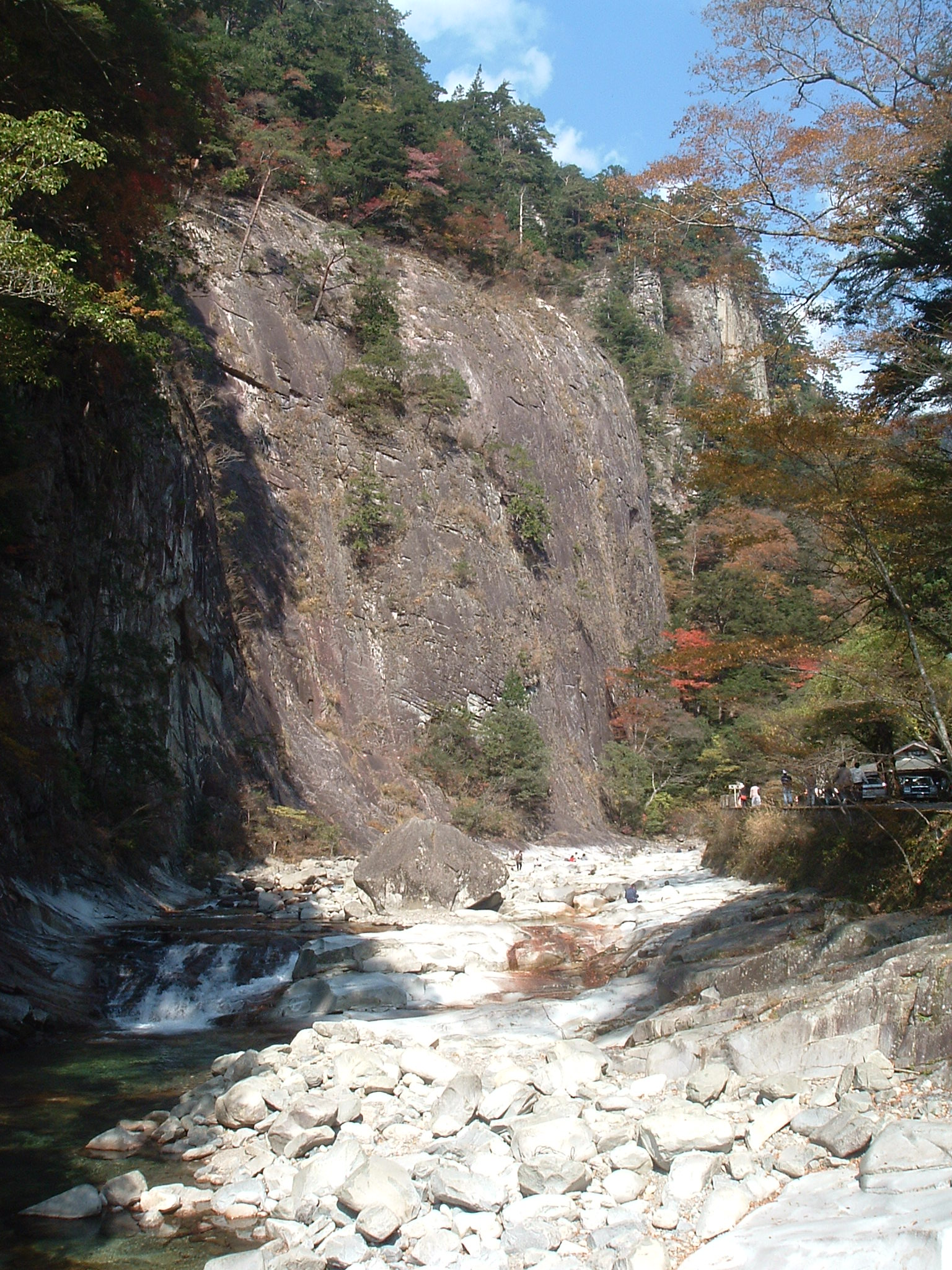
面河渓

面河渓（おもごけい）は、愛媛県久万高原町（旧面河村）に位置する渓谷。

## 概要
仁淀川上流9.6キロメートル（上流域のうち愛媛県側を面河川とも呼ぶ）に亘る渓谷で、周囲を四国山地の高峻な山々に囲まれ、入口付近で標高650メートルに達する。V字谷となっており、早瀬、深淵、瀑布が連続する。国の名勝（1933年指定）で、石鎚国定公園、面河・四国カルスト自然休養林にも指定されている。名所には関門、相思渓、五色河原、亀腹、蓬莱峡、紅葉河原、御来光の滝などがある。紅葉の名所でもある。かつて石鎚スカイラインの建設に伴う落石により渓谷が埋まるという自然破壊が問題化した。
石鎚山への裏参道登山口があり、面河山（標高1525m）、愛大石鎚小屋を経て石鎚山頂に至る。しかし石鎚スカイラインの開通により近年この登山道を利用する人は少ない。面河渓に通じる愛媛県道12号西条久万線は通称「もみじライン」と呼ばれる。
面河渓は第三紀に三波川変成帯を覆う石鎚カルデラ形成の火山活動があり、直径7キロメートルに亘って安山岩が分布する。

## ギャラリー

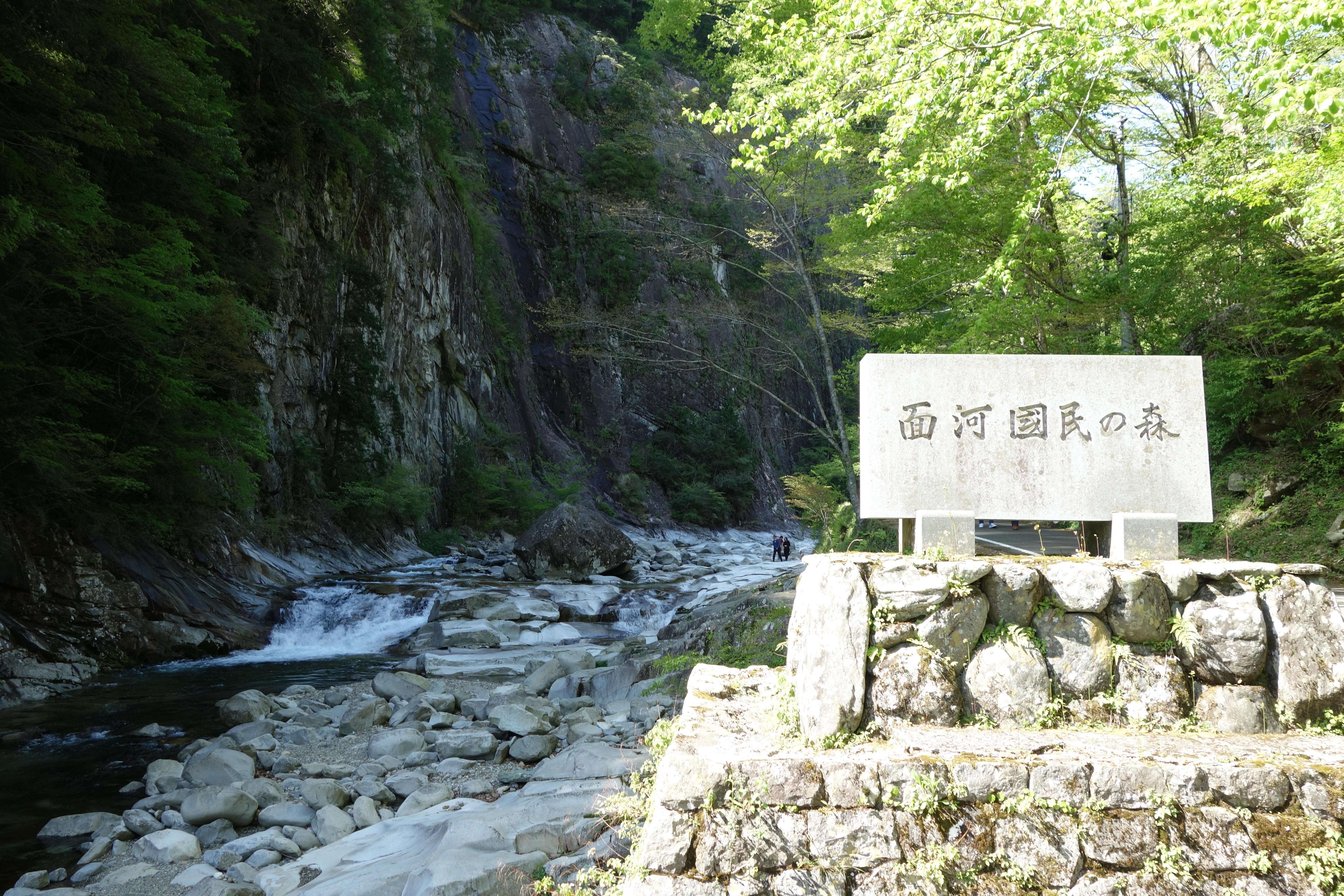
面河渓入口
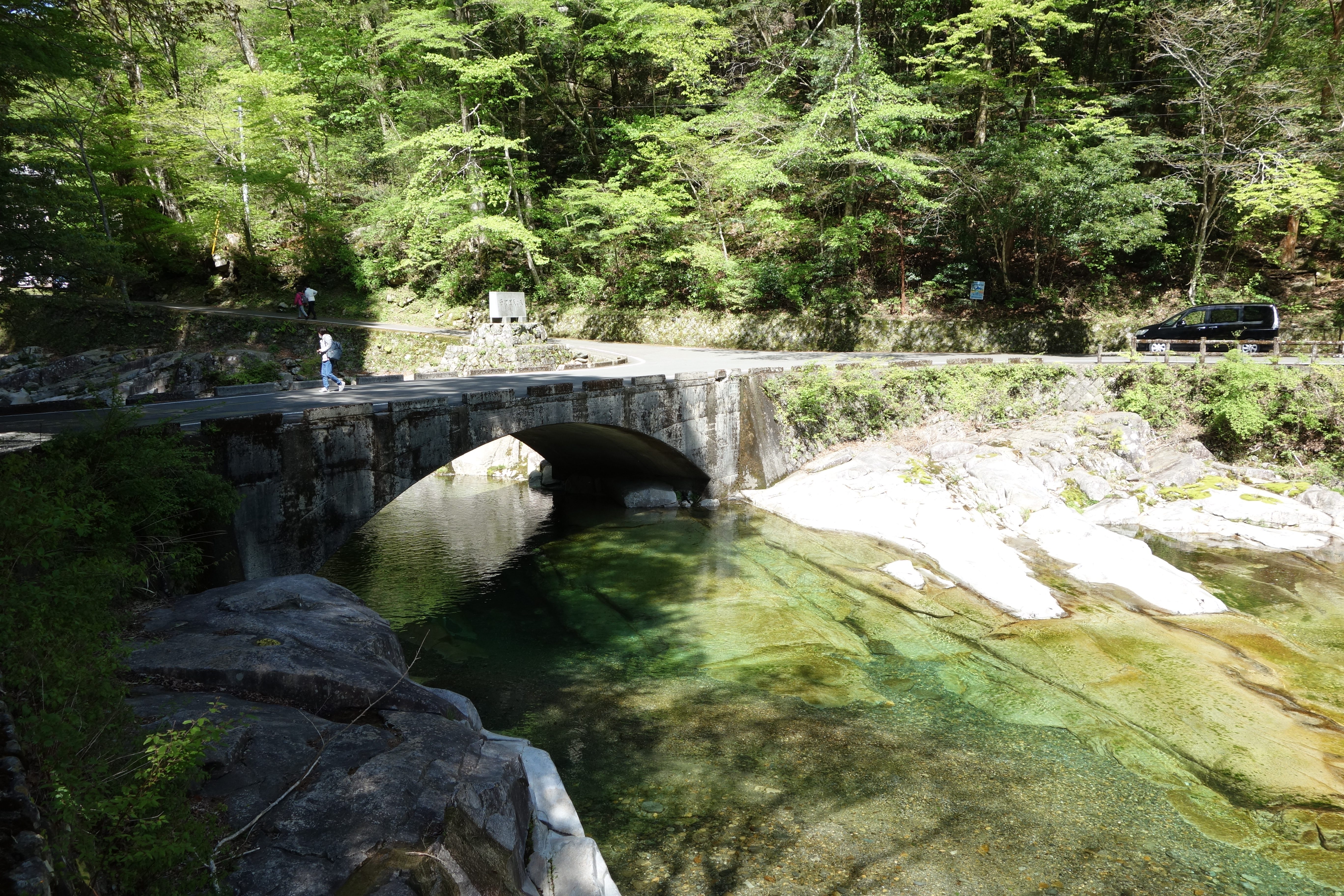
五色河原と五色橋
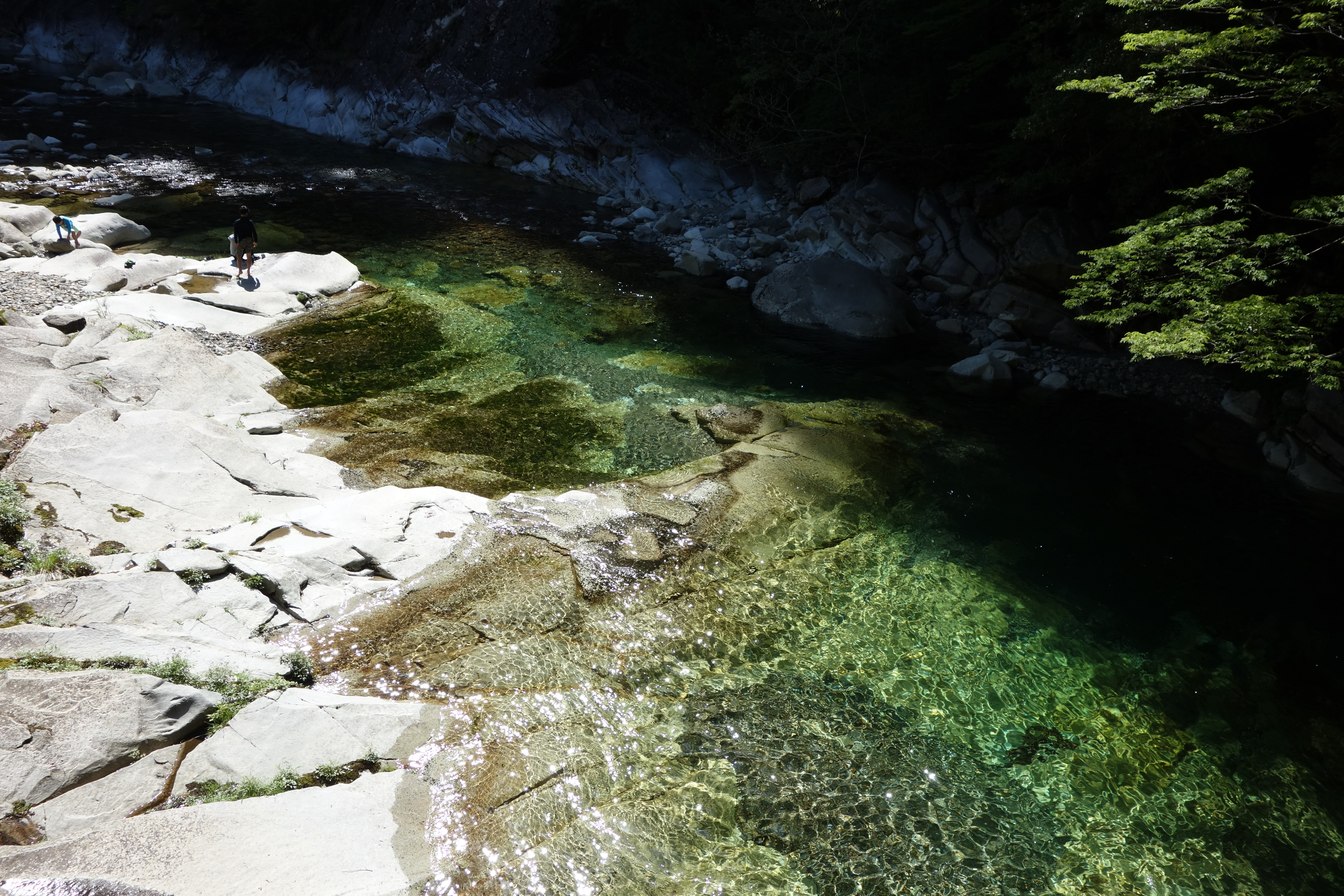
鶴ノ瀬橋からの面河渓
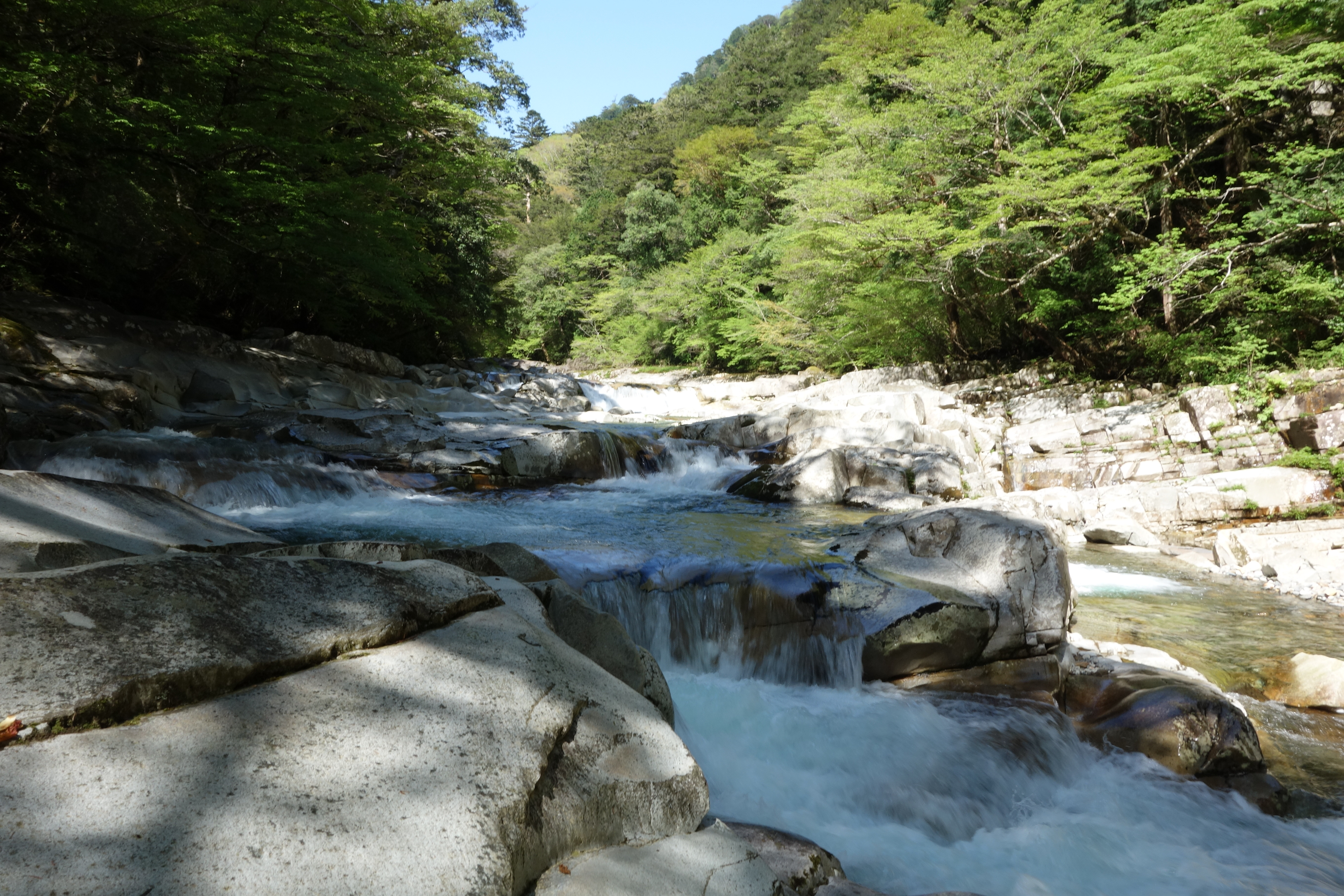
蓬莱渓